# Ed Shaughnessy
Edwin Thomas "Ed" Shaughnessy (29. januar 1929 i Jersey City, New Jersey, USA - 24. maj 2013) var en amerikansk jazztrommeslager. 
Shaughnessy var nok bedst kendt som hustrommeslager i orkesterlederen
Doc Severinsens Tonight Show Band med Johnny Carson som vært. Han har spillet i små grupper med Charles Mingus, Horace Silver, Billie Holiday,
Roy Eldridge og Gene Ammons.
Han har også spillet i Benny Goodmans og Tommy Dorseys bigbands. han har også spillet trommer i børneserien Sesame Street.
Shaughnessy spillede i swing- og bebopstil, og har spillet mest bigband.